# Quantum Nondemolition Measurement
Quantum Nondemolition (QND) Measurement (deutsch: zerstörungsfreie Quantenmessung) ist eine Messung eines quantenmechanischen Systems, welche die Integrität des Systems und der Werte der gemessenen Observablen erhält. Das erlaubt es, das gleiche System wiederholt zu messen.
Zerstörungsfrei bedeutet nicht, dass die Wellenfunktion nicht kollabiert. Eine QND-Messung kann man sich jedoch als ideale Quanten-Projektions-Messung vorstellen.
Die meisten Geräte, die in der Lage sind, einzelne Teilchen zu detektieren und seine Position zu messen, zerstören dabei das Teilchen. Im günstigeren Fall stört die Messung das Teilchen, so dass es unmittelbar nach der Messung nicht mehr im gemessenen Eigenzustand ist. Eine perfekte QND-Messung des Orts eines Teilchen würde, im Gegensatz dazu, das Teilchen am gemessenen Ort belassen.
QND-Messungen sind experimentell extrem schwierig durchzuführen.

## Technische Definition
Man betrachte eine vollständige quantenmechanische Messung, die durch die Quantenbeschreibung des zu untersuchenden Systems {\displaystyle |\psi \rangle } und der Messapparatur {\displaystyle |A\rangle } gegeben ist. Man kann die Dynamik mit einem Hamilton-Operator der folgenden Form beschreiben:
{\displaystyle H=H_{\rm {selbst}}+H_{\rm {ww}}\,,}
Dabei ist Hselbst die Selbst-Wechselwirkung des Systems und Hww die Wechselwirkung der Kopplung zwischen System und Messapparatur. Im Allgemeinen wird Hww als Einschalten für eine bestimmte Zeit modelliert und die folgende ideale (schwache) Von-Neumann-Messung ergibt:
{\displaystyle |\psi \rangle |A\rangle \rightarrow \sum _{n}c_{n}|\psi _{n}\rangle |A_{n}\rangle }
Die Messung ist eine QND-Messung, wenn
{\displaystyle [H_{\rm {selbst}}\,,\,H_{\rm {ww}}]=0.}

## Beschreibung aus der Literatur
A. Lupașcu und andere beschrieben es wie folgt:

“In quantum mechanics, the process of measurement is a subtle interplay between extraction of information and disturbance of the state of the quantum system.  A quantum non-demolition (QND) measurement minimizes this disturbance by using a particular system-detector interaction that preserves the eigenstates of a suitable operator of the quantum system. This leads to an ideal projective measurement.”

„In der Quantenmechanik ist der Prozess des Messens ein subtiles Zusammenspiel von Extraktion von Information und Störung des Zustands des Quanten-Systems. Eine quantum non-demolition (QND) Messung minimiert die Störung durch Verwendung einer bestimmten System-Detektor-Wechselwirkung, welche den Eigenzustand eines passenden Operators des Quantensystems erhält. Das führt zu einer idealen projektiven Messung.“

Andererseits wird argumentiert, dass der Begriff QND dem üblichen Begriff der starken quantenmechanischen Messung nichts hinzufügt und wegen der zwei verschiedenen Interpretationen von Zerstörung (Verlust des Quantenzustands gegenüber Verlust des Teilchens) verwirrend sein kann.